# Botaníchesky Sad
Botaníchesky Sad (en ruso: Ботани́ческий сад) es una estación del Metro de Moscú situada en el Distrito de Rostokino de esa misma ciudad. La estación se encuentra en la línea Kaluzhsko-Rízhskaya, entre las estaciones Sviblovo y VDNJ.

## Historia
La estación se inauguró el 29 de septiembre de 1978 junto al resto de la ampliación de la línea en la que se encuentra por en nordeste.

## Nombre
La estación recibe su nombre por el Jardín Botánico de Moscú de la Academia de las Ciencias. Sin embargo, el nombre puede llevar a engaño, puesto que el jardín en sí se encuentra más cerca del acceso a la estación de Vladykino mientras que desde la estación de Botaníchesky Sad hay un paseo de unos 15 minutos.

## Diseño

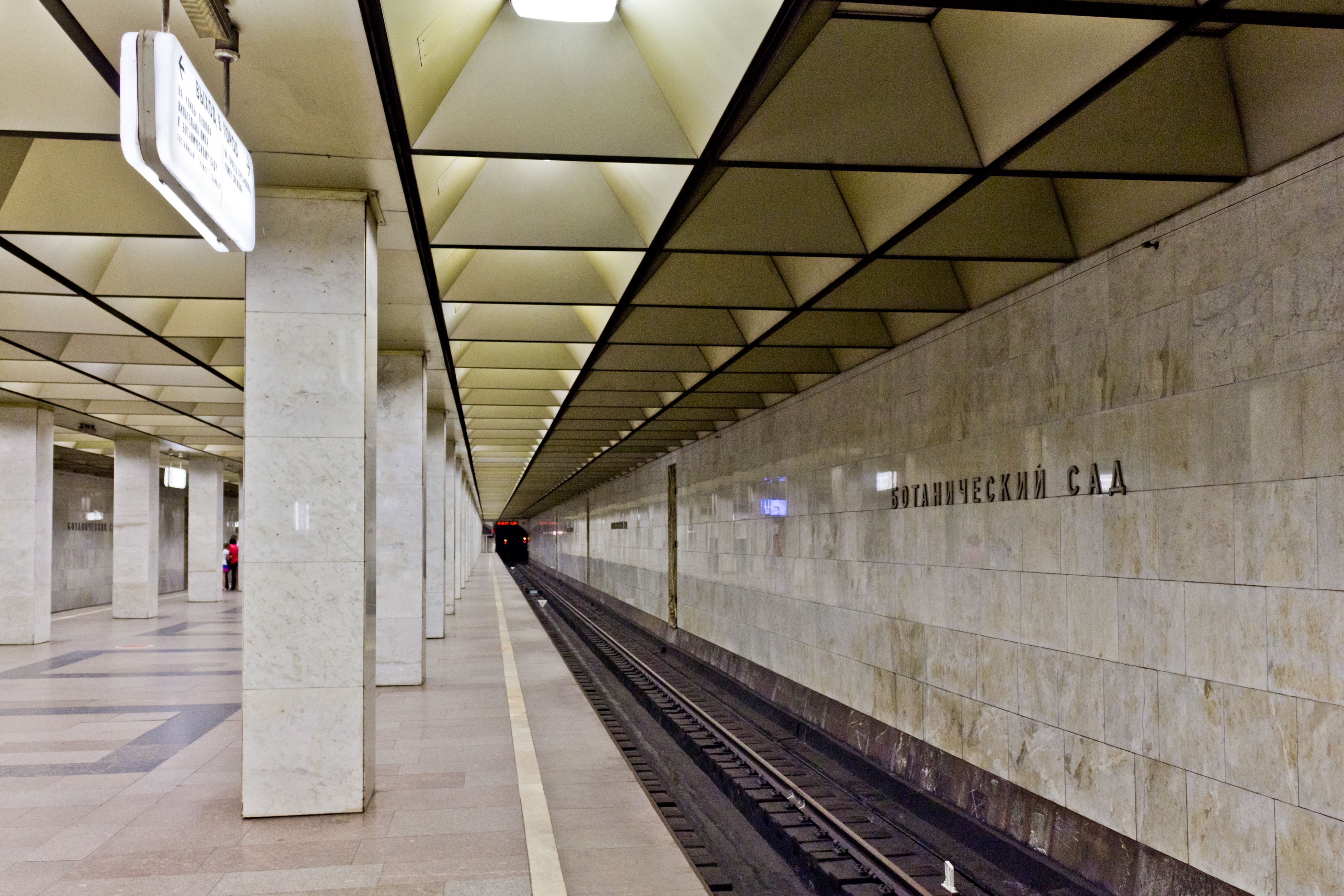
Andén de la estación

La estación fue diseñada por los arquitectos N. Demchinsky y Yuliya Kolesnikova y cuenta con un techo sujetado por pilares y recubierto por una reja de iluminación de aluminio adonizado.
Los pilares y las paredes están recubiertas de mármol blanco aunque también hay decoraciones hechas en aluminio sobre temas naturales creadas por Z. Vetrova.

## Accesos
La estación tiene dos accesos. El que se encuentra al sur, es un edificio en forma de rotonda que se encuentra en la calle Leonova, que cuenta con lámparas esculturales de N. Masterpulo y que se conecta al andén mediante escaleras mecánicas. La entrada subterránea situada al norte de la estación se encuentra al otro lado del Anillo de Tren Ligero de Moscú y se conecta por túneles subterráneos con las calles Serebryakova y Snezhnaya.

## Conexiones
Puesto que la estación se encuentra por debajo de la línea circular del Metro de Moscú, se previó que, en un futuro, pudiera convertirse en un punto de conexión.